# بروس گریام
بروس گریام (به انگلیسی: Bruce Graham) متولد ۱۹۲۵، معمار آمریکایی بود.
گریام در دانشگاه پنسیلوانیا و دانشگاه دیتون تحصیل نمود.
مشهورترین اثر وی برج ویلیس در شیکاگو، ایلینوی است که در هنگام کار در اسکیدمور، اوینگز، مریل طراحی کرد.